# Protocole de Port-d'Espagne
 (juillet 2025).
Si vous disposez d'ouvrages ou d'articles de référence ou si vous connaissez des sites web de qualité traitant du thème abordé ici, merci de compléter l'article en donnant les références utiles à sa vérifiabilité et en les liant à la section « Notes et références ».
Le protocole de Port-d'Espagne est un traité signé entre le Guyana et le Venezuela le 18 juin 1970, valable pendant douze ans, au sujet du conflit sur la souveraineté de la zone Guayana Esequiba. Cette zone sous souveraineté guyanaise est réclamée par le Venezuela.
Ce protocole a lieu après l'expiration du délai de quatre ans donné à la commission mixte (créée par l'accord de Genève en 1966) pour trouver une solution au conflit. Le protocole suspend pour douze ans les articles 1 et 4 de l'accord de Genève qui maintenait le Venezuela dans les termes du traité de 1899 et confirme l'application par les parties de l'article 33 de la charte des Nations unies.
En 1982, le gouvernement du Venezuela décide de ne pas prolonger le protocole et de confier le dossier au secrétariat des Nations unies, comme prévu par les accords de Genève de 1966.